# Klepanda
Klepanda je samota u obce Syřenov sestávající z pěti domů. Domy se nalézají u křižovatky silnic vedoucích ze Syřenova do Újezdce a Žďáru u Kumburku.

V minulosti zde stával zájezdní hostinec z roku 1770, budova hostince se nedochovala a na místě byla vystavěna výletní restaurace Klepanda.

Na křižovatce se nachází rozcestník modré turistické značky vedoucí na zříceninu hradu Bradlec a červené turistické značky vedoucí na rozcestník pod zříceninou hradu Kumburk.